# مراکز آموزش نیروی زمینی ارتش جمهوری اسلامی ایران
مرکز آموزش پیاده، که به اختصار “مراپ” گفته می‌شود مراکزی هستند که به‌امر آموزش نخستین سربازان، درجه‌داران و افسران وظیفه می‌پردازند. البته به‌جز مراکز زیر (که به‌صورت عمده عهده‌دار آموزش کارکنان وظیفه هستند)، در بسیاری از تیپ‌ها و لشگرهای رزمی نیز سربازان وظیفه تحت آموزش قرار دارند.

## مراکز آموزش عمومی نظامی
- مرکز آموزش سربازی ۰۱ شهدای وظیفه نیروی زمینی ارتش، تهران، تهران
- مرکز آموزش سربازی ۰۲ شهید ستوان‌یکم وظیفه عبدالحمید انشایی، پرندک، تهران
- مرکز آموزش سربازی ۰۳ شهید سرلشکر شعبان برخورداری، عجب‌شیر، آذربایجان شرقی
- مرکز آموزش سربازی ۰۴ امام رضا، بیرجند، خراسان جنوبی
- مرکز آموزش سربازی ۰۵ شهید سرلشکر علیرضا اشرف گنجوی، کرمان،  کرمان
- مرکز آموزش ۰۶ درجه‌داری جوادالائمه تهران، تهران
- مرکز آموزش سربازی ۰۷ شهید سرلشکر سیدقنبر ترابی، کازرون، فارس
- مرکز آموزش سربازی ۰۸ شهید ابراهیم نوری، خاش، سیستان و بلوچستان

## مراکز آموزش تخصصی
- مرکز آموزش های پشتیبانی ارتش مراپش تهران
- مرکز آموزش مخابرات ارتش مرامخ تهران
- مرکز آموزش بهداری ارتش مرابهی تهران
- مرکز آموزش تکاور ارتش مراتکاور تهران
- مرکز آموزش مهندسی ارتش مرامهن بروجرد
- مرکز آموزش توپخانه ارتش مراتو اصفهان
- مرکز آموزش پیاده ارتش مراپ شیراز
- مرکز آموزش زرهی ارتش مرازرهی شیراز
- مرکز اموزش هواپیمایی نیروی زمینی هوانیروز اصفهان